# Pfarrkirche Rossatz

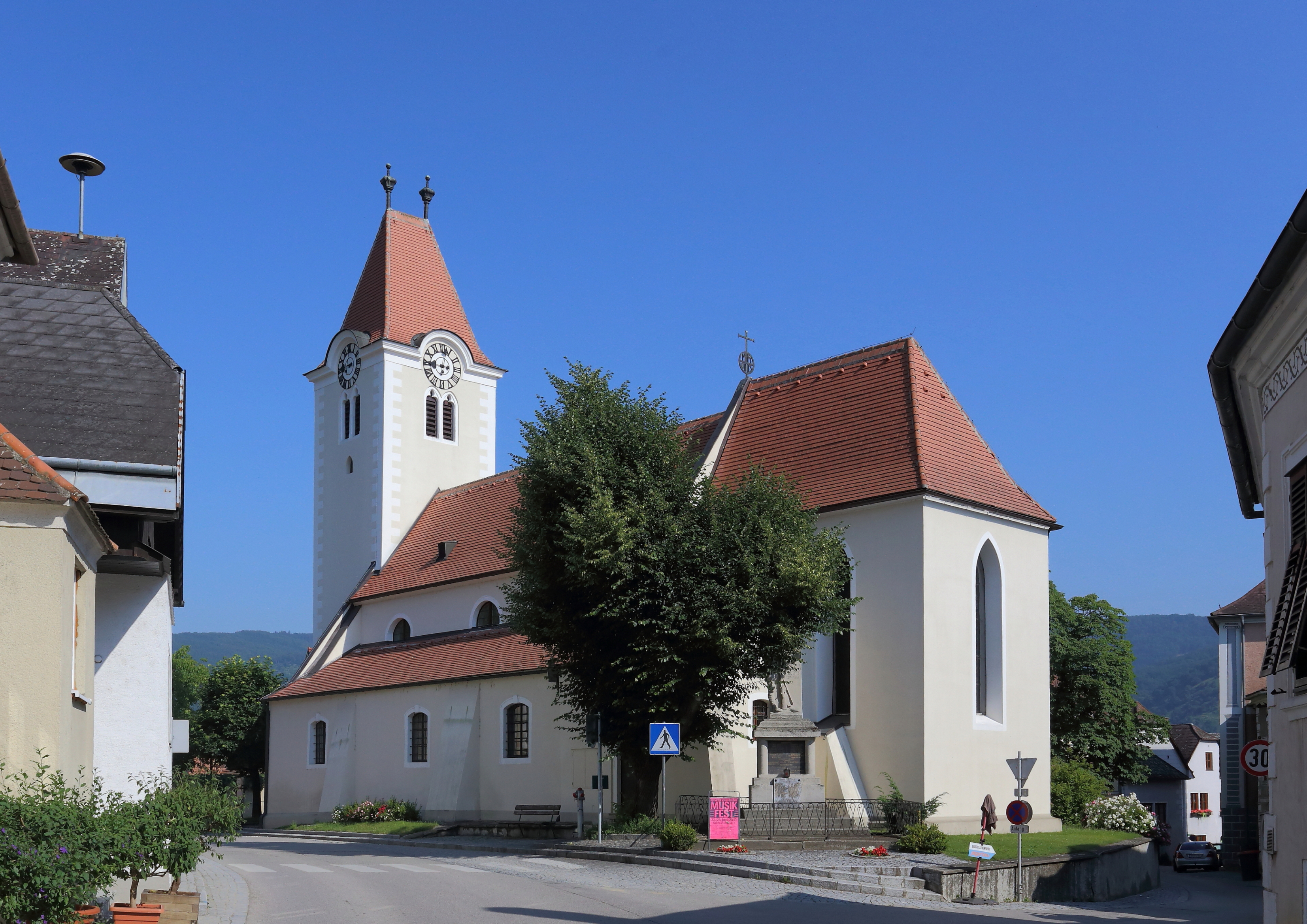
Katholische Pfarrkirche hl. Jakobus der Ältere in Rossatz

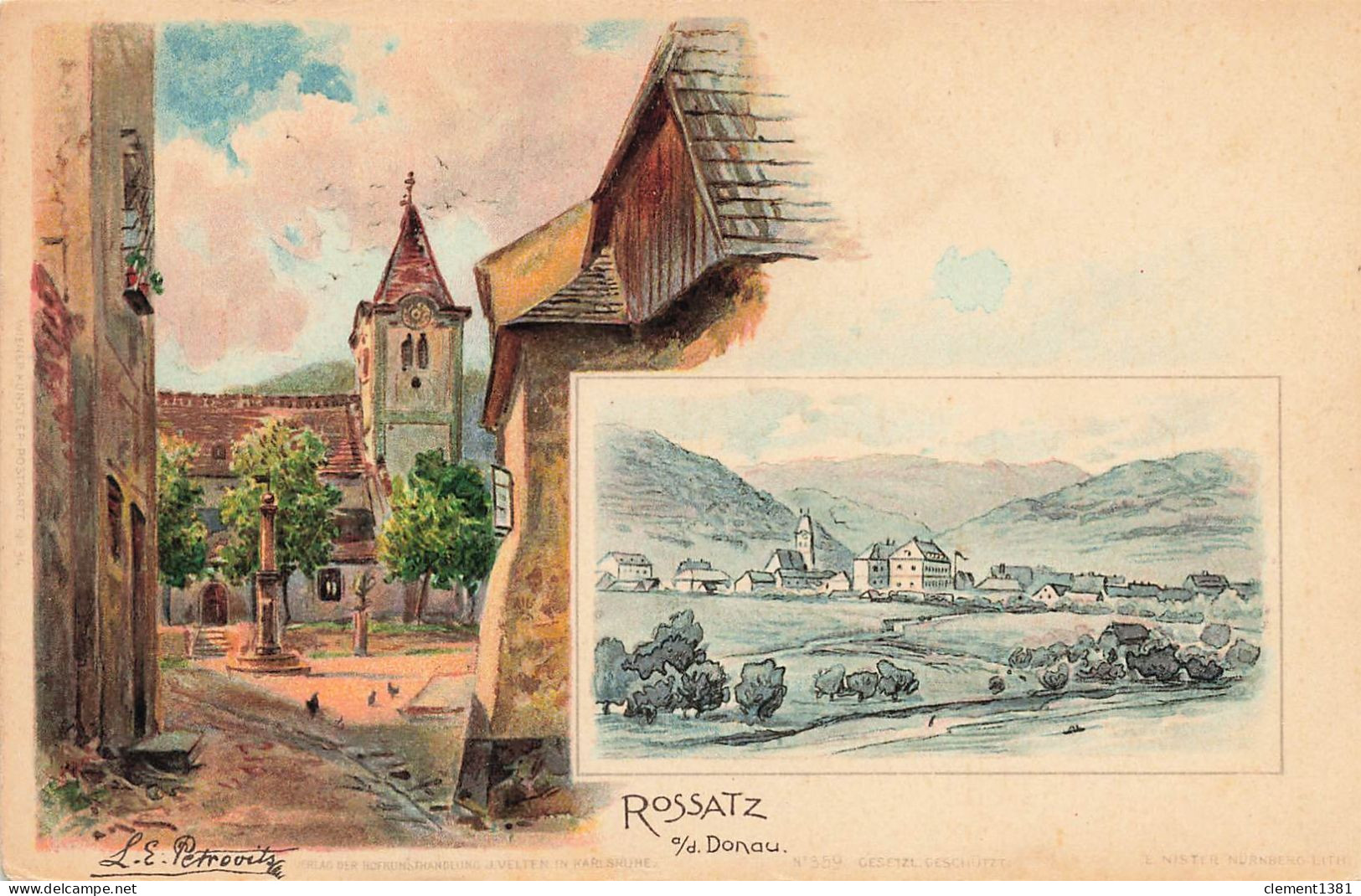
Bildpostkarte mit Vedute, um 1898;
Chromolithografie E. Nister nach L. E. Petrovits

Die Pfarrkirche Rossatz steht an der Durchgangsstraße in einem Dreieckplatz an der Südostecke des Marktes Rossatz in der Marktgemeinde Rossatz-Arnsdorf im Bezirk Krems-Land in Niederösterreich. Die dem Patrozinium Rupert von Salzburg unterstellte römisch-katholische Pfarrkirche – dem Stift Göttweig inkorporiert – gehört zum Dekanat Göttweig in der Diözese St. Pölten. Die Kirche steht unter Denkmalschutz (Listeneintrag).

## Geschichte
Um 1300/1324 Loslösung von der Pfarre Mautern. Um 1386/1388 wurde die Eigenpfarre dem Stift Göttweig inkorporiert.
Im Jahr 1695 wurde die Kirche innen barockisiert. 1774 wurden urkundlich die Fenster verändert. Bis 1785 war die Kirche von einem Friedhof umgeben. 1962/1967 wurde die Kirche außen, und 1987/1988 innen restauriert.

## Architektur

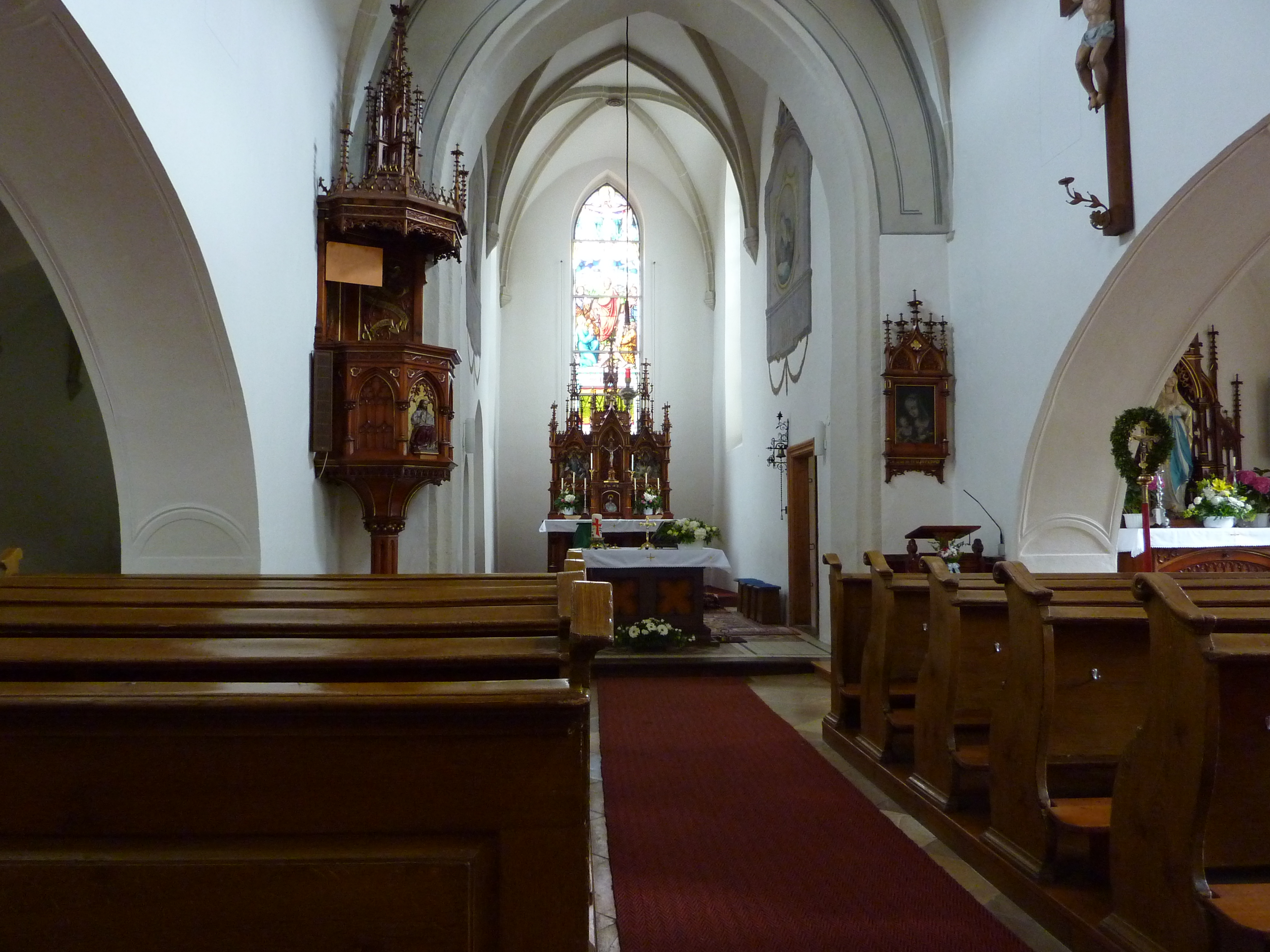
Langhaus, Blick zum Chor

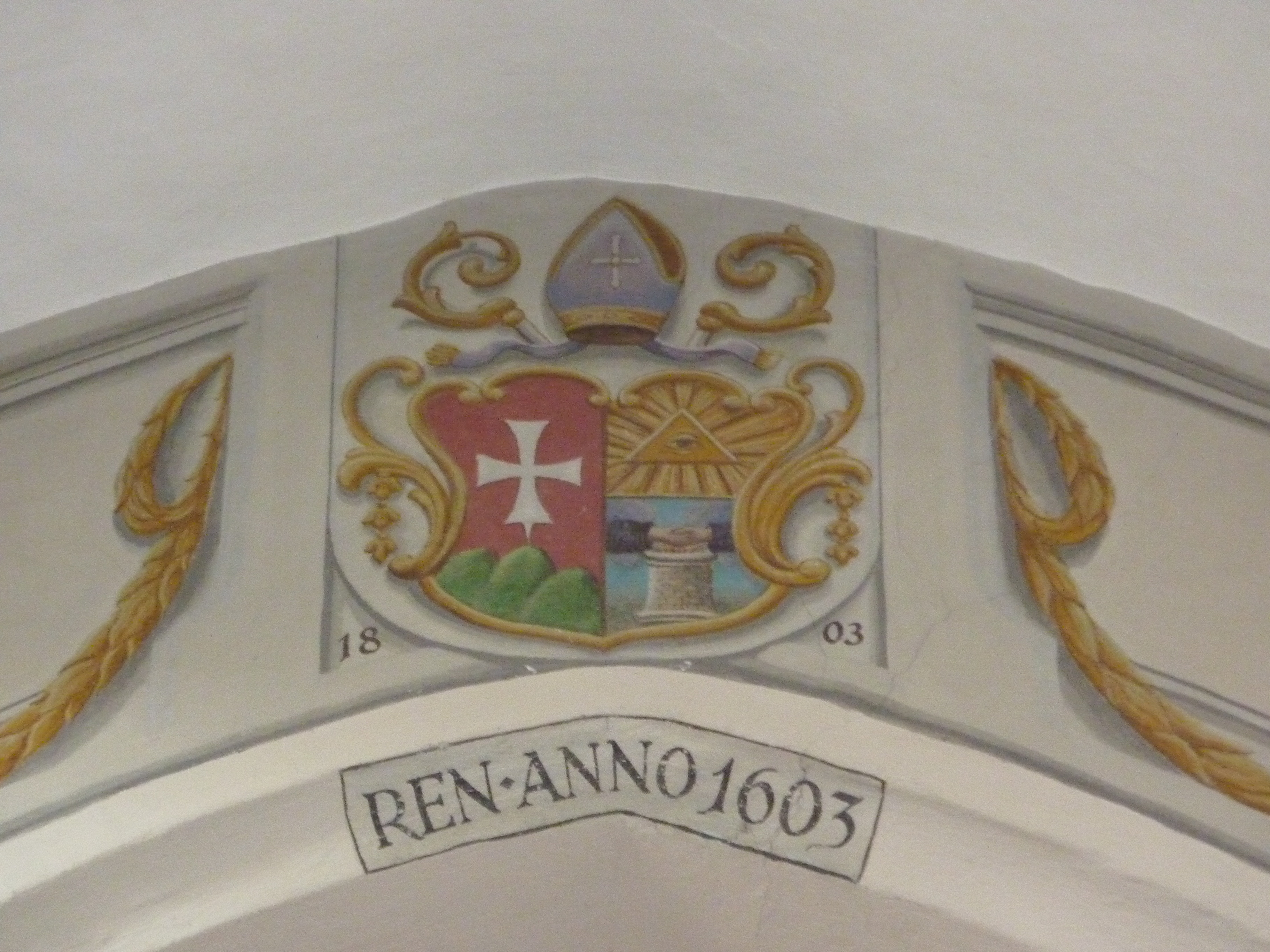
Langhaus, Blick zum Chor

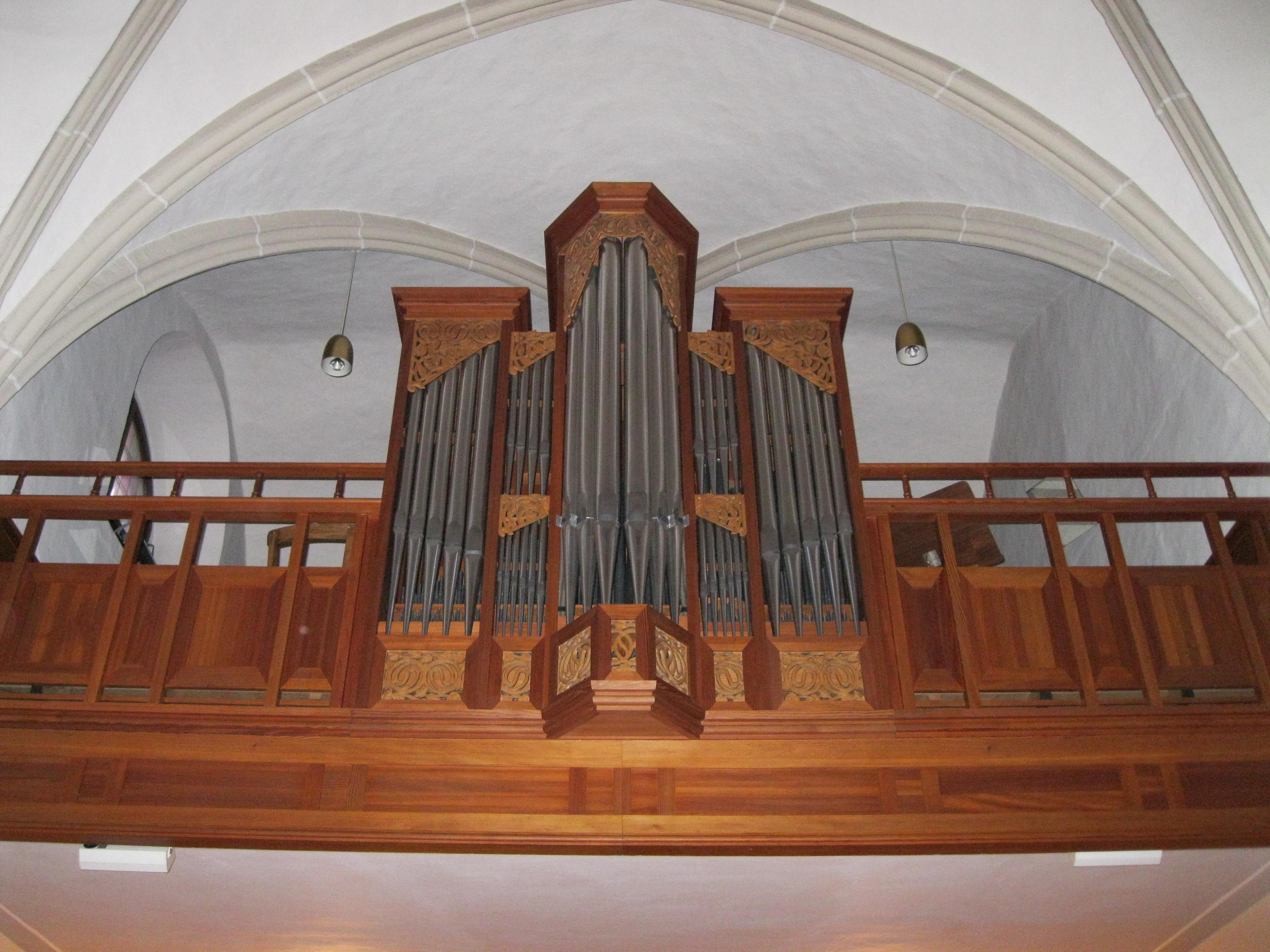
Langhaus, Blick zur Orgel

Die im Kern spätromanische gotische Basilika mit einem Rechteckchor hat einen Westturm. Die Kirche bildet mit dem Schloss Rossatz im Nordosten und dem Pfarrhof im Südwesten ein Bauensemble. Durch eine Aufschüttung des Geländes entstand im Norden ein circa 2 m hohes Podest, was die dominierende Wirkung der Kirche verstärkt.
Das Kirchenäußere zeigt einen wuchtigen ungegliedert einheitlich verputzten Kirchenbau mit einem dreischiffigen basilikalen Langhaus aus dem ersten Viertel des 14. Jahrhunderts mit einer nordseitigen Vorhalle mit einem profilierten Rechteckportal aus dem Ende des 15. Jahrhunderts, das Nordschiff schließt im Osten stark verzogen polygonal. Der Rechteckchor unter einem Walmdach mit etwas höherer Firstlinie hat Spitzbogenfenster. Die im Kern spätromanische Sakristei südlich am Chor hat ein Pultdach und ein Oberlichtportal aus dem 19. Jahrhundert. Der mächtige vorgestellte gotische Westturm trägt ein Keildach um 1900, die großen Firstknäufe in alter Form wurden 1987 erneuert, der Turm zeigt allseitig gotische gekoppelte Spitzbogenfenster, südseitig hat er ein Schulterportal aus der zweiten Hälfte des 15. Jahrhunderts.
Das Kircheninnere zeigt ein dreijochiges Mittelschiff mit einem Kreuzrippengewölbe mit Gurtrippen auf Konsolen aus der zweiten Hälfte des 14. Jahrhunderts, die Scheibenschlusssteine zeigen gemalte Rosetten aus dem Ende des 19. Jahrhunderts. Die Seitenschiffe unter gotischen Spitztonnen sind zum Mittelschiff durch je zwei niedrige weite Segmentbögen geöffnet. Der kreuzrippengewölbte Ostschluss des Nordschiffes aus dem 14. Jahrhundert ist vom Nordschiff durch einen Gurtbogen getrennt. Das westliche Rundbogenportal des Mittelschiffes wird von der gotischen kreuzgratgewölbten Turmhalle teilweise überschnitten, die Türflügel sind barock. Der eingezogene spitzbogige Triumphbogen zeigt zum Langhaus eine Malerei mit 1603 und 1803 mit dem Stiftswappen Göttweig, im Osten zum Chor 1962 und 1988. Der zweijochige hoch proportionierte Chor aus der zweiten Hälfte des 14. Jahrhunderts hat Kreuzrippengewölbe auf Konsolen. Unter dem Chor befindet sich eine Gruft. Die im Kern spätromanische Sakristei war ursprünglich der Altarraum einer Südkapelle, welche 1774/1775 zum Südschiff abgemauert wurde.
Die neugotische Glasmalerei hat zwei Chorfenster ornamental und zeigt im östlichen Fenster den hl. Jakobus den Älteren und einen Gnadenstuhl von Ostermann und Hartwein 1897. Die Wandmalerei im Chor zeigt in einer scheinarchitektonischen Rahmung aus 1774 die Heiligen Benedikt mit dem Wappen Stift Göttweig und Scholastica mit dem Wappen Stift Metten, gemalt von Leopold Mitterhofer 1803.

## Ausstattung
Die Einrichtung ist neugotisch aus 1902.
Es gibt ein Tafelbild Maria mit der Birnenschnitte um 1660/1670, eine bemerkenswerte Kopie nach Albrecht Dürer, in einem neugotischen Rahmen.
Die Brüstungsorgel mit 11 Registern baute Gerhard Hradetzky 1979. Ein Ausleger aus 1774 trägt die Anläuteglocke mit der Nennung Theodor Therer 1901. Eine Glocke nennt 1504. Zwei weitere Glocken nennen 1958.

## Grabdenkmäler
- Es gibt zwei Grabsteine aus Granit mit Stangenkreuz um 1400.
- Einige spätmittelalterliche fragmentierte Grabsteine sind im Boden verlegt, darunter ein Priestergrabstein 1452.